# Tana Chanabut
Tana Chanabut (Thai: ธนา ชะนะบุตร, * 6. Juni 1984 in Khon Kaen), auch als Man bekannt, ist ein thailändischer Fußballtrainer und ehemaliger Fußballspieler.

## Karriere

### Spieler

#### Verein
Seine Karriere begann Tana in der Jugendmannschaft des FC Khonkaen, für die er bis 2005 spielte. Anschließend wechselte er in die Thai Premier League zum FC Thailand Tobacco Monopoly. Gleich in seinem ersten Jahr in der höchsten Liga des Landes, konnte er mit der Mannschaft die Meisterschaft feiern. Mit sieben Toren in 18 Spielen hatte er auch einen Anteil am Erfolg der Mannschaft. Nach nur einem Jahr bei Tobacco Monopoly wechselte er zur PEA. Die PEA war hinter seinem ehemaligen Verein Vizemeister geworden. Dies berechtigte den Verein zur Teilnahme an der AFC Champions League. Der wurde jedoch – zum Unglück von Tana – vom Wettbewerb ausgeschlossen. In zwei Jahren brachte er es nur auf 24 Einsätze und wechselte zum Premier-League-Aufsteiger FC Coke-Bangpra. Während der Saison wurde er an den FC Chonburi ausgeliehen, für den er insgesamt elf Mal auflief. Er kehrte danach zu seinem Stammverein zurück. Dieser wurde jedoch Ende 2008 von Pattaya United aufgekauft. 2012 wechselte er zu Sisaket FC. Hier spielte er die Hinserie und schoss dabei neun Tore. Zur Rückserie 2012 ging er zu Police United, wo er bis Mitte 2016 spielte. Er spielte 97-mal für Sisaket FC und schoss 40 Tore. Zur Rückserie 2016 schloss er sich Port FC an. Bei dem Bangkoker Arbeiterverein spielte er bis Mitte 2018. In 50 Spielen für Port FC traf er acht Mal das Tor. Zur Rückserie 2018 schloss er sich dem Zweitligisten Nongbua Pitchaya FC an. Nach der Hinserie 2019 wechselte er zu Khon Kaen United FC. In der Saison 2020/21 wurde er mit Khon Kaen Tabellenvierter und qualifizierte sich für die Aufstiegsspiele zur 2. Liga. Hier konnte man sich im Endspiel gegen den Nakhon Pathom United FC durchsetzen und stieg somit in die 2. Liga auf. Nach dem Aufstieg pausierte er bis Ende Dezember 2021. Zur Rückrunde 2021/22 unterschrieb er einen Vertrag beim Drittligisten Muang Loei United FC. Am Ende der Saison 2021/22 wurde er mit dem Verein aus Loei Meister der North/Eastern Region. In den Aufstiegsspielen zur 2. Liga konnte man sich nicht durchsetzen.
Am 3. August 2022 beendete Tana Chanabut offiziell seine Karriere als Fußballspieler.
Im Januar 2024 unterschrieb er einen Vertrag als Spieler und Co-Trainer beim Drittligisten Khon Kaen Mordindang FC. Am Ende der Saison 2024/25 musste er mit dem Verein als Tabellenletzter absteigen. Im Sommer 2025 beendete er zum zweiten Mal seine Karriere als Fußballspieler.

#### Nationalmannschaft
Seine Laufbahn in der Nationalelf begann in der U-23. So nahm er mit der U-23 an der Endrunde zu den Asienspielen 2006 teil und gehörte 2007 zum Kader der Südostasienspiele. Dabei konnte er mit der Mannschaft die Goldmedaille gewinnen. Im Gruppenspiel gegen Kamobscha erzielte er das 6:0. Im Finale wurde er in der 25. Minute für Wisarut Pannasri eingewechselt. Ihm gelang dabei kein Tor. Zuletzt nahm er mit der Nationalelf an den ASEAN-Fußballmeisterschaften teil.

### Trainer
Am 3. August 2022 übernahm Tana Chanabut das Traineramt beim Zweitligisten Raj-Pracha FC. Bei dem Hauptstadtverein stand er bis November 2022 unter Vertrag. Am 15. Februar 2023 nahm ihn der ebenfalls in der 2. Liga spielende Samut Prakan City FC als Cheftrainer unter Vertrag. Bei dem Zweitligisten aus Samut Prakan stand er bis Ende November 2023 unter Vertrag. Am 30. April 2024 wurde er Cheftrainer bei seinem ehemaligen Verein, dem Erstligisten Khon Kaen United FC. Nach einem schlechten Saisonstart gab Chanabut Ende August 2024 seinen Rücktritt als Cheftrainer bekannt. Nach seinem Rücktritt war er weiterhin Co-Trainer des Vereins. Im Januar 2024 unterschrieb er einen Vertrag als Spieler und Co-Trainer beim Drittligisten Khon Kaen Mordindang FC. Hier stand er bis Saisonende unter Vertrag. Im Juli 2025 nahm ihn der Drittligist Muang Loei United FC unter Vertrag.

## Erfolge

### Verein
FC Thailand Tobacco Monopoly
- Thailändischer Meister: 2004/05

Muang Loei United FC
- Thai League 3 – North/East: 2021/22

### Nationalmannschaft
Thailand U23
- 2007 – Südostasienspiele – Goldmedaille 2007
- 2006 – Teilnahme an der Endrunde zu den Asienspielen
- 2008 – ASEAN-Fußballmeisterschaft – Finalist

## Auszeichnungen
Thai Premier League Division 1
- Torschützenkönig: Thai Premier League Division 1 - 2015